# حزب الاعتدال والتنمية
حزب الاعتدال والتنمية (بالفارسية: حزب اعتدال و توسعه) هو حزب سياسي في إيراني،وهو حزب واقعي وسطي عقد أول مؤتمر له في عام 2002. 

## المرشحون للرئاسية
| السنة | المرشح              |
| ----- | ------------------- |
| 2001  | محمد خاتمي          |
| 2005  | أكبر هاشمي رفسنجاني |
| 2009  | مير حسين موسوي      |
| 2013  | حسن روحاني          |
| 2017  | حسن روحاني          |